# البحث في الوسائط المتعددة
البحث المتعدد الوسائط هو تقنية البحث التي تُمكّن من البحث باستخدام استعلامات في أنواع بيانات متعددة، بما في ذلك النصوص وتنسيقات الوسائط المتعددة الأخرى.
يمكن تنفيذ البحث المتعدد الوسائط من خلال واجهات البحث متعددة الوسائط، أي تلك التي تتيح إرسال استعلامات البحث ليس فقط كطلبات نصية ولكن أيضًا عبر وسائط أخرى.
يمكن التمييز بين منهجين في البحث المتعدد الوسائط:
البحث باستخدام البيانات الوصفية: يتم البحث في طبقات البيانات الوصفية.
البحث بالمثال: يتضمن هذا النوع من البحث تقديم قطعة من المعلومات (مثل مقطع فيديو، أو صورة، أو ملف صوتي) بهدف العثور على عناصر وسائط متعددة مشابهة لها.

## البحث باستخدام البيانات الوصفية
يتم البحث باستخدام طبقات البيانات الوصفية التي تحتوي على معلومات عن محتوى ملف الوسائط المتعددة. يعد البحث باستخدام البيانات الوصفية أسهل وأسرع وأكثر فاعلية لأنه يعمل باستخدام النص بدلاً من التعامل مع مواد معقدة مثل الصوت أو الفيديو أو الصور.
هناك ثلاث عمليات يجب تنفيذها في هذه الطريقة:
تلخيص محتوى الوسائط. يكون ناتج استخراج الميزات وصفًا للمحتوى.
تنقية أو تصفية أوصاف الوسائط (على سبيل المثال، إزالة التكرار).
تصنيف أوصاف الوسائط إلى فئات محددة.

## البحث عبر المثال
في البحث عبر المثال، يكون العنصر المستخدم في البحث عبارة عن وسائط متعددة (صورة، صوت، فيديو). بعبارة أخرى، يكون الاستعلام نفسه وسائط. غالبًا ما يتم استخدام الفهرسة السمعية البصرية. سيكون من الضروري اختيار المعايير التي سنستخدمها لإنشاء البيانات الوصفية. يمكن تقسيم عملية البحث إلى ثلاثة أجزاء:
إنشاء أوصاف للوسائط المستخدمة كاستعلام وأوصاف للوسائط في قاعدة البيانات لدينا.
مقارنة أوصاف الاستعلام مع وسائط قاعدة البيانات لدينا.
ترتيب الوسائط وفقًا لأعلى نسبة تطابق.

## محرك بحث الوسائط المتعددة
هناك نوعان رئيسيان من محركات البحث بناءً على المحتوى:
محرك البحث البصري
محرك البحث الصوتي

### محرك البحث البصري
ضمن هذه الفئة، يمكن التمييز بين نوعين: البحث عن الصور والبحث عن الفيديو.
البحث عن الصور: على الرغم من أن البحث باستخدام البيانات الوصفية البسيطة هو الأكثر شيوعًا، إلا أن طرق الفهرسة أصبحت تُستخدم بشكل متزايد لتحسين دقة نتائج استعلامات المستخدم من خلال البحث عبر المثال. على سبيل المثال، رموز الاستجابة السريعة.
البحث عن الفيديو: يمكن البحث عن مقاطع الفيديو باستخدام بيانات وصفية بسيطة أو بيانات وصفية معقدة تم إنشاؤها بواسطة الفهرسة. عادةً ما يتم مسح الصوت الموجود في مقاطع الفيديو بواسطة محركات البحث الصوتية.

### محرك البحث الصوتي
هناك طرق مختلفة للبحث الصوتي:
محرك البحث الصوتي: يسمح للمستخدم بالبحث باستخدام الصوت بدلاً من النص. يعتمد على خوارزميات التعرف على الكلام. مثال على هذه التقنية هو بحث جوجل الصوتي.
محرك البحث عن الموسيقى: تعتمد معظم التطبيقات التي تبحث عن الموسيقى على البيانات الوصفية البسيطة (الفنان، اسم الأغنية، الألبوم...). ومع ذلك، هناك بعض البرامج المتخصصة في التعرف على الموسيقى، مثل Shazam وSoundHound.